# Министарство иностраних послова Швајцарске
Министарство иностраних послова Швајцарске (  (EDA), (фр. Département fédéral des Affaires étrangères је једно од седам министарстава Швајцарске. 
Министар иностраних послова представља Швајцарску у иностранству. Једном члану Савезног већа припада част да води ово министарство.
Министарство спроводи швајцарску спољну политику, чији су циљеви прописани, у Уставу Швајцарске у члану 54, прекид 2:
"Швајцарска се залаже за сачување њене независности и за њену добробит; она доприноси у име њене ублажавање нужде и сиромаштва на свету, поштовање људских права и убрзавање демократије, за мирно заједничко живљење различитих народа, такође и сачување природне животне основе." 
Такође, у спољном политичком извештају 2000 Савезног већа из 2000. године су формулисани циљеви. Спомињу се пет важних задатака:
- Сачување и убрзавање безбедности и мира.
- Убрзавање људских права и демократије
- Убрзавање добробита
- Снижење социјалних супротности
- Заштита природне животне основе

Министарство иностраних послова се раније звало „Министарство политике“ и савезни председник је примио вођство за једну годину.
1888. године под вођством Нуме Дроце министарство је променило име у „Министарство иностраних послова“.
Дроц је служио у том министарству пет година. Његов наследник је био Адриен Лахенал који је служио у том министарству три године.
1896. чланови Савезног већа су обновили старији систем, који омогућава члановима Савезног већа да воде то министарство за само једну годину.
Од 1914. ово министарство је изгубило свој значај као председничко министарство.